# Епархия Гливице
Епархия Гливице (лат. Dioecesis Glivicensis) — епархия Римско-Католической церкви с центром в городе Гливице, Польша. Епархия Гливице входит в митрополию Катовице. Кафедральным собором епархии Гливице является церковь святых Петра и Павла.

## История
25 марта 1992 года Римский папа Иоанн Павел II издал буллу Totus tuus Poloniae populus, которой учредил епархию Гливице, выделив её из архиепархии Ченстоховы, архиепархии Катовице и епархии Ополе.

## Ординарии епархии
- епископ Ян Валенты Вечорек (25.03.1992 — 29.12.2011);
- епископ Jan Kopiec (29.12.2011 —).

## Источник
- Annuario Pontificio, Libreria Editrice Vaticana, Città del Vaticano, 2003, ISBN 88-209-7422-3
- Булла Totus Tuus Poloniae populus, AAS 84 (1992), стp. 1099  (лат.)